# Hejiadong (sockenhuvudort i Kina, Hunan Sheng, lat 25,89, long 111,50)
Hejiadong (kinesiska: 何家洞) är en sockenhuvudort i Kina. Den ligger i provinsen Hunan, i den södra delen av landet, omkring 300 kilometer sydväst om provinshuvudstaden Changsha. Antalet invånare är 9 055. Befolkningen består av 4 270 kvinnor och 4 785 män. Barn under 15 år utgör 16,0 %, vuxna 15-64 år 71 %, och äldre över 65 år 12,0 %.
Runt Hejiadong är det ganska tätbefolkat, med 111 invånare per kvadratkilometer. Hejiadong är det största samhället i trakten. I omgivningarna runt Hejiadong växer i huvudsak blandskog.
Genomsnittlig årsnederbörd är 1 966 millimeter. Den regnigaste månaden är april, med i genomsnitt 291 mm nederbörd, och den torraste är oktober, med 41 mm nederbörd.